# ناو کلاس آیریش
کروزر کلاس آیریش (به انگلیسی: Iris-class cruiser) یک کلاس از کشتی است که طول آن ۳۲۱ فوت (۹۸ متر) (Iris) می‌باشد.